# جرن‌لی (یورغیر)
جرن‌لی (به ترکی استانبولی: Cerenli) یک منطقهٔ مسکونی در ترکیه است که در یورغیر واقع شده‌است.